# Working in the Coal Mine
 (mai 2014).
Singles de Devo
Gates of Steel
(1980) Beautiful World
(1981)
Working in the Coal Mine est une chanson d'Allen Toussaint.

## Présentation
Après que Toussaint soit revenu de La Nouvelle-Orléans, où il a fait l'armée (en 1963–65), il monte une maison d'édition musicale, Sansu, avec son associé Marshall Sehorn. Il produit plusieurs singles entre 65 et 66, interprétés par Lee Dorsey et entre autres Working in the Coal Mine.
La chanson raconte les souffrances d'un homme obligé de se lever à 5 heures du matin pour travailler dans une mine de charbon (Coal Mine) cinq jours par semaine. C'est la seule manière qu'il a de gagner sa vie, bien que le travail soit très dur et dangereux.
L'homme ne cesse de répéter « Mon Dieu combien de temps cela va-t-il durer ? » (How long can this go on?). Il se répète cette même phrase durant ses weekends, alors qu'il est trop épuisé pour faire la fête.
À la fin de la chanson, dans la partie instrumentale, il répète « Seigneur je suis si fatigué, combien de temps cela va-t-il durer ? » (« Lord, I'm so tired/How long can this go on? »).
Cette chanson a été un hit, interprété par Lee Dorsey, sur Amy Records (catalog no. 958), arrivée directement dans le top100 américain (Billboard Hot 100) pour atteindre finalement la  huitième place, le 23 juillet 1966, et la cinquième place du Billboard R&B chart.
La version de Dorsey a été utilisée dans une pub pour un publicité de Blaupunkt pour un auto radio.
Également en 1995 dans le film Casino, de Martin Scorsese.
En 1981 le groupe Devo en fait une reprise sur leur album New Traditionalists.
Cette version sera plus tard utilisée pour la musique des films Métal hurlant et Employés modèles.
Arrivée dans le top 10 des singles en Nouvelle-Zélande, et quarante troisième dans le "Hot 100".
Interprétée également dans Shut up and sing.
Cette reprise de Devo a également été utilisée comme thème pour la sitcom Working sur NBC.
La chanson a été adaptée pour une pub télé pour la chaine Walmart en changeant les paroles en « On travaille à baisser les prix, les prix baissent baissent » (Working on the rollbacks, prices going down down.).
Dans la fiction Muppets Most Wanted elle est interprétée par des prisonniers d'un goulag en Sibérie.

## Enregistrée par
- 1966 : Lee Dorsey
- 1966 : The Capitols
- 1966 : Booker T and the MGs
- vers 1969 : Eldridge Holmes
- 1971 : Allen Toussaint
- 1974 : Blue Swede
- 1978 : Pure Prairie League
- 1978 : The Hoodoo Rhythm Devils
- 1981 : Devo
- 1985 : The Judds
- 1998 : Inside Out
- 2001 : Galactic
- 2006 : Chris Bowers et Barry Carl, pour le film The Wedding Weekend
- 2007 : Harry Connick Jr.
- Big Den And The Random Band (an early incarnation of 70's pop band 10cc)
- 2014 : Jemaine Clement dans le film Muppets Most Wanted

## Positions dans les charts

### Version de Lee Dorsey
| Chart (1966)           | Peak position |
| ---------------------- | ------------- |
| U.S. Billboard Hot 100 | 8             |

### Version de Devo
| Chart (1981)                          | Peak position |
| ------------------------------------- | ------------- |
| Australian ARIA Singles Chart         | 20            |
| U.S. Billboard Hot 100                | 43            |
| U.S. Billboard Hot Dance Club Play    | 30            |
| U.S. Billboard Mainstream Rock Tracks | 53            |